# Khazret Sultan
Khazret Sultan (uzbekiska: Hazrati Sulton choʻqqisi, tadzjikiska: Ҳазрат Султон) är en bergstopp i Gissarbergen på gränsen mellan Tadzjikistan och Uzbekistan. Den är 4 643 meter hög och Uzbekistans högsta punkt.
Toppen, som ligger i den uzbekiska provinsen Surchondarja strax väster om Tadzjikistans huvudstad Dusjanbe, kallades tidigare Berget av kommunistpartiets 22:a kongress.